# Mikroregion Altamira

Mikroregion Altamira

Mikroregion Altamira – mikroregion w brazylijskim stanie Pará należący do mezoregionu Sudoeste Paraense. Ma powierzchnię 227.144,3 km²

## Gminy
- Altamira
- Anapu
- Brasil Novo
- Medicilândia
- Pacajá
- Senador José Porfírio
- Uruará
- Vitória do Xingu